# Challenge Sports Rotterdam in het seizoen 2014-15
Het seizoen 2014-15 van Challenge Sports Rotterdam was het 26e seizoen van de Rotterdamse Eredivisiebasketbalclub. Het was het tweede seizoen onder de naam Challenge Sports Rotterdam.
CS Rotterdam werd dit seizoen 5e in het reguliere seizoen, en werd vervolgens in de kwartfinale van de play-offs uitgeschakeld. Uitblinker bij Rotterdam dit seizoen was Yannick Franke, die topscorer van Nederland werd en meerdere individuele prijzen won.

## Gebeurtenissen
- 22 april 2014 – Rotterdam en coach Ferry Steenmetz gaan uit elkaar, zijn aflopende contract wordt niet verlengd.[1]
- 14 mei 2014 – Assistent-coach Armand Salomon wordt benoemd tot de nieuwe hoofdcoach.[2]
- 1 juni 2014 – Matthew Otten tekent voor één seizoen bij.[3]
- 10 september – Lucas Steijn komt over van BC Apollo.[4]
- 30 september – Ties Theeuwkens, die al twee keer eerder voor de club speelde, tekent een contract.

## Selectie
Amsterdam · Den Bosch · Den Helder · Donar · Leeuwarden · Leiden · Rotterdam · Weert · Zwolle